# Родитељска одговорност
Родитељска одговорност или родитељске одговорности заједнички је институција породичног закона који уређује односе између очева и мајки, са својом децом, као и друге еквивалентне везе осмишљене да заштите, брину за децу и образују је У неким случајевима назив је усвојен ради разликовања система родитељске одговорности, режима родитељског права, посебно у погледу порекла и често патријархалног садржаја који има потоњу правну институцију.
Родитељска одговорност заснована је на појму суродитељства особа признатих као родитељска одговорност за дете, као и на правима детета, у оквиру Конвенције о правима детета.

## Дефиниција
Родитељска одговорност је скуп права и обавеза поверених родитељима нормама објективног права. Ова права и обавезе родитељи остварују споразумно и у најбољем интересу детета.

## Права и обавезе носиоца одговорности
Правила која чине родитељску одговорност могу се груписати у три велике групе права, дужности, овлашћења и функција:
- брига о животу и физичком и менталном здрављу детета
- чување и подизање детета
- образовање и васпитање детета
- одређивање личног имена детета
- правно заступање детета
- обавезе у вези са имовином детета

Ове велике групе укључују класична права и дужности односа родитељ-дете, као што су будност, исправљање и помоћ, материјална и духовна, поље које заузврат укључује и одговорност за исхрану.

## Ко је носилац родитељске одговорности
Према општим правилима, носиоци родитељске одговорности су родитељи детета и они своја родитељска права и обавезе остварују споразумно и заједнички, водећи се начелом једнакости оба родитеља.
Ако су родитељи неспособни и неспремни да врше родитељску одговорност, може се на њихово место поставити неко други.

## Значај
Родитељски став и однос према деци незаменљиви су чиниоци дететовог успешног развоја и васпитања. За већину родитеља рођење детета представља највећу могућу радост, али истовремено и стрепњу, изазов и одговорност јер су добили нове улоге: улогу васпитача неговатеља и учитеља. Зато се са правом истиче да је од свих занимања најтеже бити родитељ.
Родитељ је особа која је обавезна да пружи прво и основно образовање свом детету, да се континуирано и систематски брине о његовом развоју, васпитању и учењу како би се формирала физички и ментално здрава, одговорна и креативна личност.